# Nordgautag
Der Nordgautag, seit 2018 Kulturfest der Oberpfälzer, ist eine regelmäßig stattfindende Kultur- und Heimatpflegeveranstaltung mit dem Ziel der Erhaltung und Pflege eines kulturellen Zusammengehörigkeitsgefühls in der Oberpfalz und dem Gebiet des ehemaligen Nordgaues.

## Geschichte
Die Veranstaltung geht zurück auf die 1927 im tschechoslowakischen Cheb (deutsch Eger) vom Verein „Unser Egerland“ ausgetragene Nordgauische Woche und die Oberpfälzer Woche im Rahmen des Albrecht Dürer-Jahres 1928 in Nürnberg anlässlich des 40-jährigen Bestehens des Oberpfälzer Stammvereins Nürnberg, die auf die Initiative das Mediziners und Schriftstellers Heinz Schauwecker zustande kam. Diese zwei Veranstaltungen beidseits der deutsch-tschechischen Grenze waren voneinander unabhängige Einzelprojekte, bildeten zusammen aber die Grundidee Schauweckers für die Gründung der gemeinsamen „oberpfälzisch-egerländische Arbeitsgemeinschaft heimatpflegender Vereine auf dem Nordgau“ 1930 und die erste gemeinsame Veranstaltung.
In der Traditionsfolge stand damit die 1930 in Cham ausgerichtete Heimattagung im Rahmen eines „großen Heimattages“, der als erster offizieller „Nordgautag“ gezählt wird. Von 1930 bis 1935 trug die damals jährlich in verschiedenen Städten ausgerichtete Veranstaltung wohl schon den heutigen Namen. Der Druck der NSDAP zur Gleichschaltung führte bereits nach 1935 auf lange Jahre zum Erliegen der Veranstaltungsreihe.

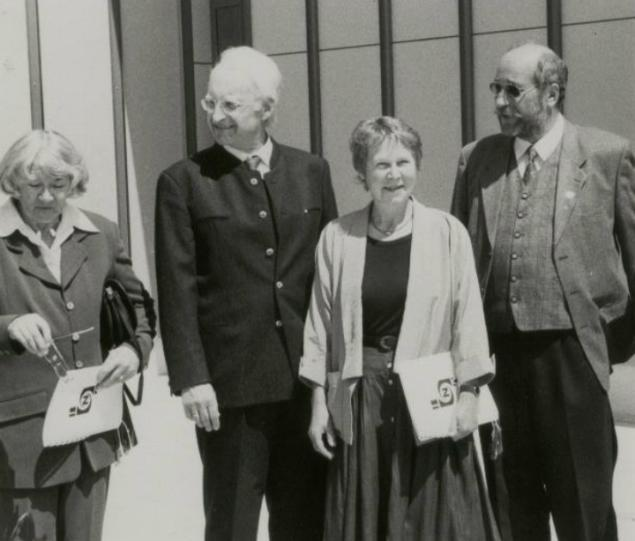
Nach der Verleihung des Nordgaupreises 1998:
v. l. n. r.: Margret Hölle, Edmund Stoiber, Ruthild Langhammer und Bernhard M. Baron

Nach dem Zweiten Weltkrieg führten ab 1948 die Bemühungen des CSU-Politikers Friedrich Arnold und Schauweckers in Zusammenarbeit mit der Regensburger Schriftstellergruppe (RSG) zu einer Neuauflage. So stand 1951 wieder ein Tag des Egerlandes in Regensburg mit dem Motto „Oberpfalz und Egerland Hand in Hand“ als erste Nachkriegsveranstaltung in der Traditionsfolge und die oberpfälzische Arbeitsgemeinschaft „Bayerischer Nordgau“ wurde ins Leben gerufen. 1952 hieß die Veranstaltung erstmals wieder Nordgautag. Erstmals wurde hierbei von der damals ausrichtenden Stadt Amberg der Nordgau-Kulturpreis der Stadt Amberg (seit 1982 Nordgaupreis des Oberpfälzer Kulturbundes) vergeben, unter anderem an den verantwortlichen Stadtrat sowie auch an Arnold und Schauwecker als Dank für ihr Engagement. Bis 1954 wurde der Nordgautag zunächst jährlich ausgetragen, seither mit Ausnahme im Jahr 2009 alle zwei Jahre. Zwischenzeitlich hatten sich 1969 die Arbeitsgemeinschaft „Bayerischer Nordgau“ und der entstandene „Oberpfälzer Heimatbund“ zum Oberpfälzer Kulturbund (OKB) zusammengeschlossen, der die Nordgautage seither in Zusammenarbeit mit den Eghalanda Gmoin ausrichtet.
Das Logo für die Nordgautage entwarf Willi Ulfig. Nach der Gründung und Übernahme der Organisation der Nordgautage durch den 1969 gegründeten Oberpfälzer Kulturbund übernahm der Bayerische Ministerpräsident die Schirmherrschaft.
In seiner Mitgliederversammlung im April 2017 beschloss der Oberpfälzer Kulturbund eine zeitgemäße Umbenennung der Veranstaltung für die folgenden Austragungen in „Das Kulturfest der Oberpfälzer“ mit der Begründung, dass die jüngeren Generationen mit dem Begriff „Nordgau“ wenig verbinden könnten, „da dieser weder in Schulen noch im Elternhaus transportiert werde“ und „ältere Mitbürger mit dem Begriff nicht selten negative Assoziationen wie ‚ewig gestrig‘ verbinden oder ihn der NS-Zeit zuordnen“ würden. Zum Ausdruck sollte mit der neuen Bezeichnung auch gebracht werden, dass es um die Oberpfälzer Menschen gehe und nicht um die Region an sich. OKB-Präsident Volker Liedtke erläuterte 2018 ergänzend, dass die Grenzen des sogenannten „Nordgaus“ sich wiederkehrend verschoben und nicht mehr so genau definiert seien. Das Nordgau gehe über die Oberpfalz, „über Tirschenreuth weit ins Egerland hinein“.

## Veranstaltungen
| Lfd. Nr. | Zeitraum                      | Zeitraum | abweichender Veranstaltungsname | Austragungsort            | Motto                                                                  | Schirmherrschaft                                                   |
| -------- | ----------------------------- | -------- | ------------------------------- | ------------------------- | ---------------------------------------------------------------------- | ------------------------------------------------------------------ |
| ohne     | 31. Juli – 5. August          | 1927     | Nordgauische Woche              | Eger                      |                                                                        |                                                                    |
| ohne     | ?                             | 1928     | Oberpfälzer Woche               | Nürnberg                  |                                                                        |                                                                    |
| 1        | ?. (Juli)                     | 1930     | „großer Heimattag“              | Cham                      |                                                                        |                                                                    |
| 2        | ?                             | 1931     |                                 | Weiden in der Oberpfalz   |                                                                        |                                                                    |
| 3        | 12. Juli – 18. Juli           | 1932     |                                 | Eger                      |                                                                        |                                                                    |
| 4        | ?                             | 1933     |                                 | Regensburg                |                                                                        |                                                                    |
| 5        | ?                             | 1934     |                                 | Amberg                    |                                                                        |                                                                    |
| 6        | ?                             | 1935     |                                 | Sulzbach-Rosenberg        |                                                                        |                                                                    |
| 7        | ?                             | 1951     | „Tag des Egerlandes“            | Regensburg                | „Oberpfalz und Egerland Hand in Hand“                                  |                                                                    |
| 8        | ?                             | 1952     |                                 | Amberg                    |                                                                        |                                                                    |
| 9        | 4. Juni – 8. Juni             | 1953     |                                 | Weiden in der Oberpfalz   |                                                                        |                                                                    |
| 10       | 27. Mai – 30. Mai             | 1954     |                                 | Neumarkt in der Oberpfalz |                                                                        |                                                                    |
| 11       | ?                             | 1956     |                                 | Furth im Wald             |                                                                        |                                                                    |
| 12       | 30. Mai – 2. Juni             | 1958     |                                 | Schwandorf                |                                                                        |                                                                    |
| 13       | 27. Mai – 30. Mai             | 1960     |                                 | Weiden in der Oberpfalz   |                                                                        |                                                                    |
| 14       | 14. September – 16. September | 1962     |                                 | Tirschenreuth             |                                                                        |                                                                    |
| 15       | 11. Juni – 15. Juni           | 1964     |                                 | Amberg                    |                                                                        |                                                                    |
| 16       | 8. Juni – 16. Juni            | 1966     |                                 | Cham                      |                                                                        |                                                                    |
| 17       | 13. Juni – 17. Juni           | 1968     |                                 | Sulzbach-Rosenberg        |                                                                        |                                                                    |
| 18       | 10. September – 13. September | 1970     |                                 | Schwandorf                |                                                                        |                                                                    |
| 19       | 1. Juni – 4. Juni             | 1972     |                                 | Weiden in der Oberpfalz   | „Musikkultur in der Oberpfalz in Geschichte und Gegenwart“             | Alfons Goppel                                                      |
| 20       | 18. Mai – 26. Mai             | 1974     |                                 | Amberg                    | „Sprachkultur der Oberpfalz in Geschichte und Gegenwart“               | Alfons Goppel                                                      |
| 21       | ? (um den 27. Mai)            | 1976     |                                 | Nabburg                   | „Volkskultur der Oberpfalz in Geschichte und Gegenwart“                | Alfons Goppel                                                      |
| 22       | 31. Mai – 4. Juni             | 1978     |                                 | Waldmünchen               | „50 Jahre Nordgautag (1928–1978)“                                      | Alfons Goppel                                                      |
| 23       | 4. Juni – 8. Juni             | 1980     |                                 | Waldsassen                | „Stiftland. Land – Leute – Kultur“                                     | Franz Josef Strauß                                                 |
| 24       | 1. Juni – 6. Juni             | 1982     |                                 | Neumarkt in der Oberpfalz | „Oberpfälzer Jura. Land – Leute – Kultur“                              | Franz Josef Strauß                                                 |
| 25       | 13. Juni – 24. Juni           | 1984     |                                 | Marktredwitz              | „Marktredwitz im Nordgau. Oberpfalz – Egerland – Sechsämterland“       | Franz Josef Strauß                                                 |
| 26       | 28. Mai – 1. Juni             | 1986     |                                 | Burglengenfeld            | „Burglengenfeld auf dem Nordgau“                                       | Franz Josef Strauß                                                 |
| 27       | 1. Juni – 5. Juni             | 1988     |                                 | Oberviechtach             | „Oberpfalz – Land an der Grenze“                                       | Franz Josef Strauß                                                 |
| 28       | 13. Juni – 17. Juni           | 1990     |                                 | Mitterteich               | „Kunst und Volkskultur, Natur- und Industrieraum Oberpfalz“            | Max Streibl                                                        |
| 29       | 16. Juni – 21. Juni           | 1992     |                                 | Weiden in der Oberpfalz   | „Die Oberpfalz – Brücke zum Osten“                                     | Max Streibl                                                        |
| 30       | 1. Juni – 5. Juni             | 1994     |                                 | Sulzbach-Rosenberg        | „Die Oberpfalz und ihre Nachbarn aus dem ehemaligen Nordgau“           | Edmund Stoiber                                                     |
| 31       | 5. Juni – 9. Juni             | 1996     |                                 | Windischeschenbach        | „Kulturland Oberpfalz“ – Wege in die Zukunft                           | Edmund Stoiber                                                     |
| 32       | 11. Juni – 14. Juni           | 1998     |                                 | Furth im Wald             | „Oberpfalz und Böhmen – Begegnungen über Grenzen“                      | Edmund Stoiber                                                     |
| 33       | 22. Juni – 25. Juni           | 2000     |                                 | Berching                  | „Die Oberpfalz – Mittler zwischen Zeiten und Räumen“                   | Edmund Stoiber                                                     |
| 34       | 30. Mai – 2. Juni             | 2002     |                                 | Maxhütte-Haidhof          | „Industrie und Kultur – Glückauf der Oberpfalz“                        | Edmund Stoiber                                                     |
| 35       | 10. Juni – 13. Juni           | 2004     |                                 | Vohenstrauß               | „Die Oberpfalz – Land der Pfalzgrafen in der Mitte Europas“            | Edmund Stoiber                                                     |
| 36       | 15. Juni – 18. Juni           | 2006     |                                 | Nittenau                  | „Burgen und Klöster – Stadt und Fluß“                                  | Edmund Stoiber                                                     |
| 37       | 22. Mai – 25. Mai             | 2008     |                                 | Tirschenreuth             | „Stiftland – Egerland – Kulturland“                                    | Günther Beckstein (Festtagsansprache in Vertretung: Emilia Müller) |
| 38       | 10. Juni – 14. Juni           | 2009     |                                 | Amberg                    | „975 Jahre Amberg – Eine Stadt in der Mitte des historischen Nordgaus“ | Horst Seehofer                                                     |
| 39       | 7. Juni – 10. Juni            | 2012     |                                 | Lappersdorf               | „Marktgemeinde(n) zwischen Stadt und Land“                             | Horst Seehofer                                                     |
| 40       | 25. Juni – 29. Juni           | 2014     |                                 | Cham                      | „40. Bayerischer Nordgautag in Cham, der Stadt am Regenbogen“          | Horst Seehofer (Festtagsansprache in Vertretung: Albert Füracker)  |
| 41       | 23. Juni – 26. Juni           | 2016     |                                 | Neumarkt in der Oberpfalz | „Neumarkt – Pfalzgrafenstadt mit Tradition und Zukunft“                | Horst Seehofer                                                     |
| 42       | 4. Juli – 8. Juli             | 2018     |                                 | Wiesau                    | „Das Kulturfest der Oberpfälzer“                                       | Markus Söder (Festtagsansprache in Vertretung: Joachim Herrmann)   |
| 43       | 23. Juni – 26. Juni           | 2022     |                                 | Schwandorf                |                                                                        | Markus Söder (Festtagsansprache in Vertretung: Albert Füracker)    |
| 44       | 20. Juni – 23. Juni           | 2024     |                                 | Grafenwöhr                | „Oberpfalz trifft Amerika – Heimat auf Zeit“                           | Markus Söder (Festtagsansprache in Vertretung: Albert Füracker)    |